# Oisterwijk
Oisterwijk é um município dos Países Baixos, situado na província de Brabante do Norte. Tem 65,13 km² de área e sua população em 1 de janeiro de 2020 era de 26.245 habitantes, consistindo em uma densidade populacional de 411 habitantes por km².